# Neunkirchen, Bayern
Neunkirchen är en kommun och ort i Landkreis Miltenberg i Regierungsbezirk Unterfranken i förbundslandet Bayern i Tyskland.
Kommunen ingår i kommunalförbundet Erftal tillsammans med köpingen Bürgstadt.